# Diós (Románia)
Diós románul: Deușu, falu Romániában, Erdélyben, Kolozs megyében.

## Fekvése
Kolozsvártól északnyugatra, Bodonkúttól keletre fekvő település.

## Története
Diós Árpád-kori település. Nevét már 1283-ban, p. Gyos, nobiles de Gyos neveken említették az oklevelekben. Későbbi névváltozatai: 1301-ben p. Gyos, 1315-ben Dyos, 1733-ban Dios, 1808-ban Diós h. Nussdorf g.,  Gyiosá vel  Djiosu  val, 1861-ben és 1913-ban Diós.
1469-ben Nagy, Fodor, Kis, Jász, Pásztor, Szász, Hatvani, Gerkes, Marton, Ördög, Cseh, Tomaji, Szentkirályi, Kontra, Monostori családok voltak Diós birtokosai. 1522-ben p. Dyos birtokosai a Budai, Budai Nagy, Kis; Gesztrágyi, Keresztúri, Czegei Wass,  Zalaházi ~ Zalaházi Zalai és más családok. 1640-ben Diós Bornemisza családok birtoka volt. 1676 körül Diós megfogyatkozott magyar lakói mellé románok települtek.
A trianoni békeszerződés előtt Kolozs vármegye Kolozsvári járásához tartozott. 1910-ben 471 lakosából 440 román, 27 magyar volt. Ebből 428 görögkatolikus, 15 római katolikus, 8 izraelita volt.

## Itt születtek, itt éltek
- Papp Sándor (Diós, 1868. május 14. – Temesvár, 1937) – festő.